# Centro spaziale di Uchinoura
Il centro spaziale di Uchinoura è un cosmodromo situato vicino alla città giapponese di Kimotsuki, nella prefettura di Kagoshima. Prima della fondazione dell'agenzia spaziale giapponese JAXA questa base di lancio era chiamata Centro Spaziale di Kagoshima. Tutti i satelliti scientifici giapponesi sono stati lanciati da questo centro spaziale finché il razzo vettore M-V è stato in produzione. Il centro possiede anche un'antenna per le comunicazioni spaziali.

## Storia
Creato nel 1962, il centro spaziale di Kagoshima è stato costruito sulla costa dell'Oceano Pacifico per il lancio di grandi razzi. Dopo i primi razzi di piccole dimensioni, che furono chiamati Pencil Rocket e Baby Rocket, i veicoli di lancio sviluppati dal Giappone furono contrassegnati da lettere dell'alfabeto greco, come Alfa, Beta, Kappa, Lambda e Mu. Con un razzo Lambda nel 1970 fu lanciato dal centro spaziale il primo satellite giapponese, Ōsumi. I razzi Lambda furono quindi sostituiti dai più potenti razzi Mu, con cui nel 1971 fu lanciato il satellite Tansei 1. Successivamente venne sviluppato il nuovo razzo M-V, con cui nel 1997 venne lanciato il satellite HALCA (MUSES-B). Nel 2003 il centro spaziale di Kagoshima venne ribattezzato centro spaziale di Uchinoura.